# Liste der Universitäten in Ho-Chi-Minh-Stadt
In Ho-Chi-Minh-Stadt, Vietnam gibt es ca. 50 verschiedene Volluniversitäten und technische Universitäten sowie Hochschulen unterschiedlicher Ausrichtung.

## Universitäten
- Nong-Lam-Universität (vietn.: Trường Đại học Nông Lâm TP. Hồ Chí Minh, engl.: Nong Lam University), (ehemals Universität für Agrar- und Forstwissenschaft Ho-Chi-Minh-Stadt)
- Vietnamesische Nationaluniversität Ho-Chi-Minh-Stadt, (vietn.:  Đại Học Quốc Gia Thành phố Hồ Chí Minh (VNU-HCM), engl.: Vietnam National University - Ho Chi Minh City),  
  - Ho-Chi-Minh Universität für Naturwissenschaften (vietn.: Trường Đại học Khoa học Tự nhiên (HCMUS), engl.: Ho-Chi-Minh City University of Science),
  - Technische Universität Ho-Chi-Minh-Stadt (vietn.: Trường Đại học Bách khoa (ĐHQG), engl.: HoChiMinh City University of Technology),
  - Vietnamesisch-Deutsche Universität (vietn.: Trường Đại học Việt-Đức, engl.: Vietnamese-German University),
  - Ho-Chi-Minh Wirtschaftsuniversität HCMC (vietn.: Đại Học Kinh Tế TP. Hồ Chí Minh, engl.: HoChiMinh City University of Economics (HCMC)),
  - Sozialwissenschaft und Geisteswissenschaften Universität Ho-Chi-Minh-Stadt (vietn.: Trường Đại học Khoa học Xã hội và Nhân văn (ĐHQG), engl.: Ho Chi Minh City University of Social Sciences and Humanities)
- Vietnamesische Nationaluniversität für Meeresforschung, (vietn.: Trường Đại học Hàng Hải - Việt nam, engl.: Vietnam Maritime University (VIMARU)),
- Musikkonservatorium Ho-Chi-Minh-Stadt (vietn.: Nhạc viện thành phố Hồ Chí Minh, engl.: Conservatory of Ho Chi Minh City),
- Vietnamesisches Institut für Luftfahrt (vietn.: Học viện Hàng không Việt Nam, engl.: Academy of Aviation of Vietnam),
- Kultur Universität Ho-Chi-Minh-Stadt (vietn.: Trường Đại học Văn hóa Thành phố Hồ Chí Minh, engl.: Ho Chi Minh City University of Culture),
- Kreditinstitut Universität Ho-Chi-Minh-Stadt (vietn.: Trường Đại học Ngân hàng Thành phố Hồ Chí Minh, engl.: Banking University of Ho Chi Minh City),
- Architektur Universität Ho-Chi-Minh-Stadt (vietn.: Trường Đại học Kiến trúc Thành phố Hồ Chí Minh, engl.: Ho Chi Minh City Architecture University),
- Van-Lang-Universität (vietn.: Trường Đại học Dân lập Van Lang, engl.: Van Lang University),
- Van-Hien-Universität (vietn.: Trường Đại học Văn Hiến, engl.: Van Hien University),
- Ton-Duc-Thang-Universität (vietn.: Trường Đại học Bán công Tôn Đức Thắng, engl.: Ton Duc Thang University),
- Hong-Bang-Universität (vietn.: Trường Đại học Hồng Bàng, engl.: Hong Bang University),

sowie
- Royal Melbourne Institute of Technology in Saigon